# Antonino Dias
Antonino Eugénio Fernandes Dias (ur. 15 grudnia 1948 w Longos Vales) – portugalski duchowny rzymskokatolicki, biskup Portalegre-Castelo Branco od 2008.

## Życiorys
Święcenia kapłańskie otrzymał 13 stycznia 1974 i został początkowo inkardynowany do archidiecezji Bragi, a od 1977 do nowo erygowanej diecezji Viana do Castelo. Pełnił funkcje m.in. rektora diecezjalnego seminarium, sędziego sądu kościelnego, członka Rady Kapłańskiej i Kolegium Konsultorów,
a także wikariusza biskupiego ds. duchowieństwa i powołań.
11 listopada 2000 papież Benedykt XVI mianował go biskupem pomocniczym Bragi, ze stolicą tytularną Tamata. Sakry biskupiej udzielił mu 21 stycznia 2001 bp José Augusto Martins Fernandes Pedreira.
8 września 2008 został mianowany biskupem ordynariuszem Portalegre-Castelo Branco.